# Tanygnathus
Tanygnathus és un gènere d'ocells de la família dels psitàcids. Les espècies són originàries del sud-est asiàtic i de Melanèsia.

## Taxonomia
El gènere Tanygnathus va ser introduït pel naturalista alemany Johann Wagler el 1832. L'espècie tipus va ser designada posteriorment com el lloro becgròs alaestriat (Tanygnathus megalorynchos) pel zoòleg anglès George Robert Gray el 1840. El nom Tanygnathus combina les paraules del grec antic «tanuō » que significa “estirar” i «gnathos» “mandíbula”.
Segons la Classificació del Congrés Ornitològic Internacional (versió 14.2, 2024) aquest gènere està format per 5 espècies:
- lloro becgròs alaestriat (Tanygnathus megalorynchos).
- lloro becgròs de corona blava (Tanygnathus lucionensis).
- lloro becgròs de Müller (Tanygnathus sumatranus).
- lloro becgròs de Buru (Tanygnathus gramineus).
- lloro becgròs dorsiblau (Tanygnathus everetti).

T. everetti (incloent-hi les subespècies duponti, freeri i burbidgii) es va separar de T. sumatranus en funció del plomatge, el color dels ulls i la divergència genètica basant-se en els estudis d'Arndt et al. 2019 i Eaton et al. 2021.